# Cultura LGBT in Giappone

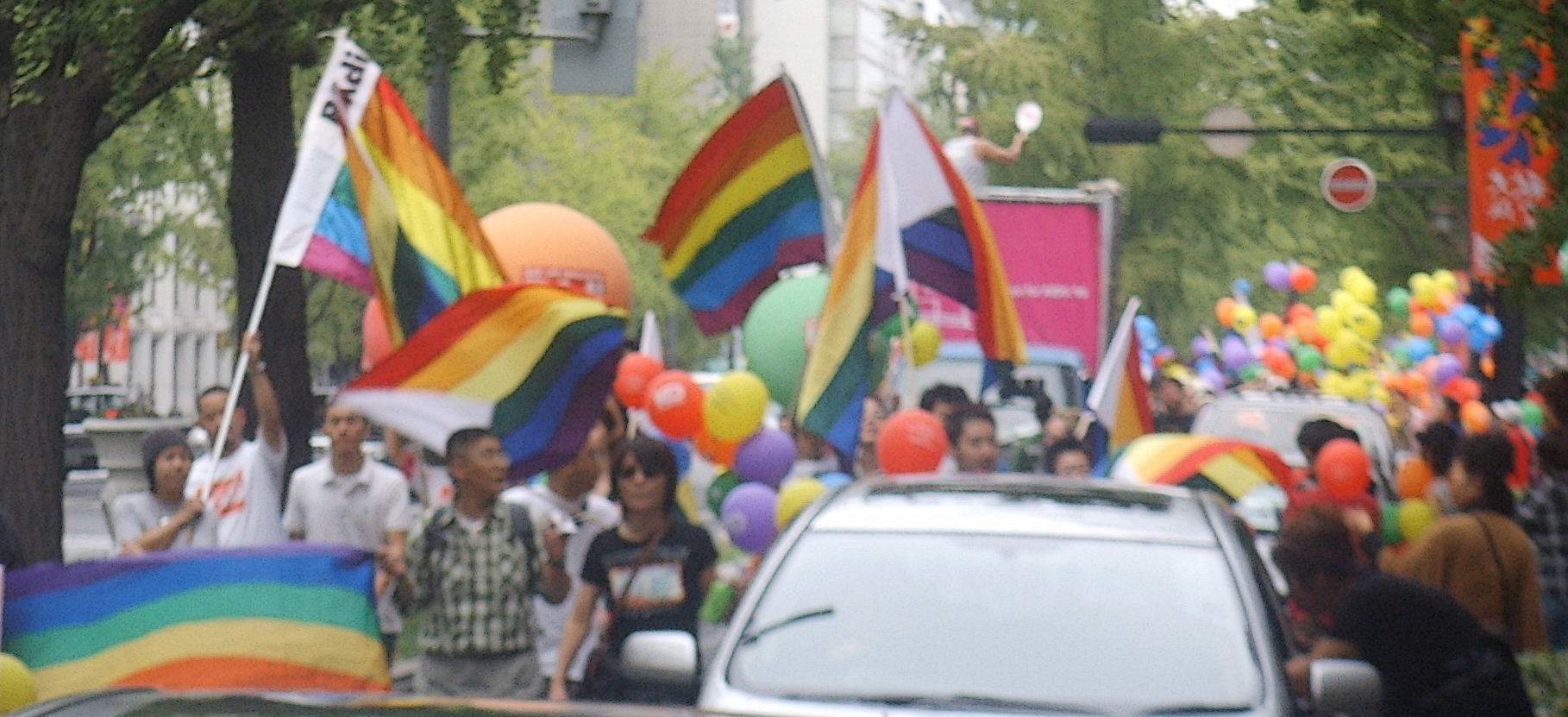
Parata del Pride ad Osaka

 Il Giappone ha una lunga storia di cultura LGBTQI, la quale riflette il modo in cui la cultura queer opera oggi nel paese. La maggior parte delle moderne industrie di intrattenimento e dei media ha proprio la caratteristica di fare ricorso al contenuto LGBTQI, sia per le persone LGBT ma anche per quelle eterosessuali cisgender.

## Storia linguistica
Solo recentemente la lingua giapponese ha cominciato a distinguere il sesso e il genere; inoltre, nessun collegamento esplicito era precedentemente stato fatto tra genere e orientamento sessuale. I giapponesi hanno adottato il termine della lingua inglese gender (ジェンダー?, jendā) per descrivere i concetti culturali del maschile e del femminile. In precedenza esso era stato utilizzato per distinguere i sessi binari biologici, femminile e maschile, così come il concetto di identità di genere.
Molti termini che descrivono o presentano il genere avevano significati notevolmente irregolari, come quello di okama (おかま?), le cui definizioni includevano un maschio gay, un maschio col modo di comportarsi effeminato o uno che praticava il crossdressing. Iperonimi come questi hanno avuto un impatto negativo nella sociologia, generalizzando le differenti identità queer all'interno di un unico concetto. Del tutto simile all'esperienza delle persone LGBTQI in altri paesi, ai queer giapponesi mancava lo spazio linguistico dell'esistenza.

### Controversie
Termini come quello di hentai, essendo stato molto a lungo utilizzato in senso peggiorativo, ha visto recentemente un suo recupero da parte della comunità LGBT. La stampa specializzata con contenuti LGBT ha iniziato ad utilizzare il termine hentai-zasshi o "pubblicazioni perverse". Molti traduttori dal giapponese all'inglese di contenuti LGBT ritengono che l'uso del termine hentai equivale grosso modo a quello del termine inglese queer.

### Altri termini LGBT
Anche se i giapponesi hanno preso in prestito un certo numero di termini stranieri lungo il corso del processo di globalizzazione, il Giappone non è affatto un destinatario passivo del discorso occidentale. Termini stranieri sono stati utilizzati in maniera selettiva per fornire sfumature di comprensione giapponesi all'identità sessuale e di genere. È importante infine notare che gli omofoni quali il giapponese gei (ゲイ?)  e l'inglese gay non indicano lo stesso significato o connotazione.

## Figure LGBT nei media di massa
Un certo numero di personaggi che appaiono quotidianamente in televisione in Giappone sono gay o transgender, o coltivano una tale immagine come parte del loro personaggio pubblico.
Un certo numero di artisti, quasi tutti maschi, hanno cominciato a parlare pubblicamente della propria omosessualità apparendo in vari talk show ed altri programmi e la loro celebrità è spesso focalizzata propriamente sulla propria sessualità; esponenti critici della cultura pop come Piko e Osugi ne sono un esempio.
Akihiro Miwa, una drag queen ed ex amante di Yukio Mishima, è stata portavoce pubblicitaria di molte aziende giapponesi che vanno dai prodotti di bellezza all'alta finanza. L'ex cantante idol Ken'ichi Mikawa, famoso per i suoi modi effeminati, ha contribuito a offuscare quella linea di confine tra maschile e femminile grazie a costumi femminili e ad ampio uso di make-up; egli appare regolarmente in vari programmi TV, così come il crossdresser Peter (Shin'nosuke Ikehata). La cantautrice e attrice Ataru Nakamura è stata uno dei primi personaggi transgender a diventare molto popolare in Giappone; infatti le vendite dei suoi prodotti musicali sono aumentate dopo aver fatto coming out come donna transgender nel 2006.
Alcuni animatori non-gay hanno usato riferimenti stereotipati all'omosessualità per aumentare il proprio profilo. Razor Ramon Sumitani (Masaki Sumitani), anche noto come hard-gay (HG), ha raggiunto la fama dopo aver iniziato ad apparire in pubblico indossando cinture di pelle della subcultura leather, hot pants e cappucci. Il suo abbigliamento, assieme al proprio modo di comportarsi (famosa è la sua "spinta del bacino") gli valse l'ammirazione dei fan e il disprezzo di molti nella comunità gay.
Ai Haruna e Ayana Tsubaki, due celebrità transessuali di alto profilo, hanno guadagnato popolarità e per questo sono nel giro dei programmi di varietà più seguiti. A partire dall'aprile 2011 la modella Hiromi ha rivelato la propria omosessualità.
Una maggior quantità di personaggi gay e transgender hanno iniziato anche ad apparire (con immagini positive) nella televisione giapponese, così come ad esempio il grande successo di Hanazakari no kimitachi e - Ikemen Paradaisu e la serie televisiva Last Friends.

## Contenuti LGBT in anime e manga
Esiste un genere di anime e manga che si concentra principalmente su una storia d'amore gay maschile (con contenuti talora assai espliciti) conosciuto come yaoi. I titoli yaoi sono commercializzati eminentemente per un pubblico femminile e sono all'ordine del giorno nelle librerie; essi normalmente si trovano nella zona corrispondente alla sezione dei manga shōjo. Esistono vari termini che vengono utilizzati in Giappone per riferirsi agli yaoi.
Il termine generale yaoi è un acronimo per la frase Yamanashi, ochinashi, iminashi la quale significa "niente climax, niente risvolti/epilogo, nessun significato", ma viene anche inteso come scherzo identificandolo in yamete, oshiri ga itai ("fermati, mi fa male il sedere").
June si riferisce a trame e contenuti di romanticismo e dramma intersecati e contengono personaggi maschi adulti o maturi. BL (l'amore dei ragazzi) si riferisce a storie che contengono protagonisti più giovani, con una vena leggera di romanticismo ed un contenuto generalmente di maggior impatto sessuale. La parola shōnen'ai, tradotto dal giapponese in passato come "l'amore di un ragazzo", è usato per descrivere l'omosessualità non sessuale in entrambi i personaggi maschili adulti o nei personaggi maschili più giovani. Quando un manga o un anime descrive le attività sessuali tra ragazzi giovani, o giovani ragazzi con adulti (maschi o femmine) esso è conosciuto come shotacon, che non dev'esser confuso con lo shōnen'ai.
Gei-Comi (Gay Comics) sono fumetti romantici a tema gay rivolto a uomini gay. Mentre i fumetti yaoi spesso assegnano ad uno dei due partner un ruolo femminile stereotipato i Gei Comi generalmente raffigurano i due partner come maschili e in un rapporto paritario. Un altro termine comune per questo genere è bara, che deriva dal nome della prima pubblicazione di questo tipo ad essersi guadagnata popolarità in Giappone, Barazoku.
Gli anime e manga a tema lesbico sono noti come yuri (che significa "giglio"). Lo Yuri è usato come un termine catch-all, molto più di quanto non accada per lo yaoi; è usato per descrivere le relazioni femmina-femmina in materiale commercializzato per uomini eterosessuali, donne eterosessuali o lesbiche, nonostante le differenze stilistiche e le tematiche significative tra le opere finalizzate a questi diversi segmenti di pubblico. Un'altra parola che è recentemente diventata popolare in Giappone come un equivalente di yuri è "GL" (che significa amore e, ovviamente, ispirato a "Amore delle ragazze"). A differenza dello yaoi, lo yuri si rivolge ad un pubblico più ampio. Ci sono una varietà di titoli yuri (o titoli che pesantemente integrano contenuti yuri) a favore delle donne, come la Utena la fillette révolutionnaire, Caro fratello, Maria-sama ga miteru, Sailor Moon (in particolare la terza stagione, così come la quinta stagione ), Strawberry Shake Sweet, Love My Life (manga), ecc .
Vi sono poi una varietà di titoli yuri (o titoli che fortemente integrano i contenuti yuri) rivolti a uomini, come Kannazuki no Miko, Strawberry Panic! (anche se è stato scritto da Sakurako Kimino, un autore di sesso femminile), Simoun (serie animata) e Mai-HiME. Ci sono due riviste manga attualmente pubblicate in Giappone che si concentrano esclusivamente su storie yuri: Comic Yuri Hime (che si rivolge principalmente alle donne), e la sua più recente spin-off (mass media) Comic Yuri Hime S (che si rivolge principalmente agli uomini).
Mentre esistono un maggior numero di manga yaoi, le storie yuri ottengono in genere un maggior numero di trasposizione animate.